# Spitzbein

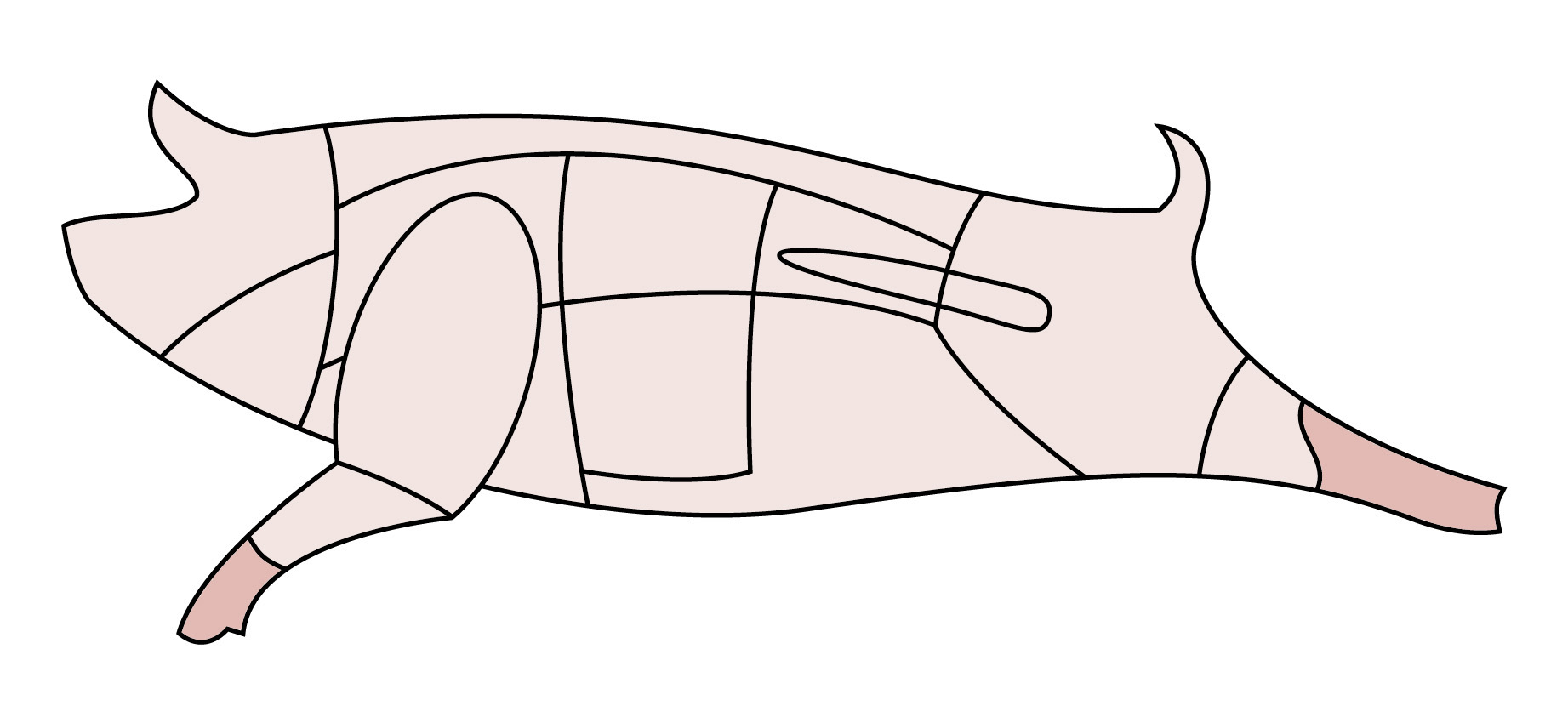
Spitzbeine des Schweins

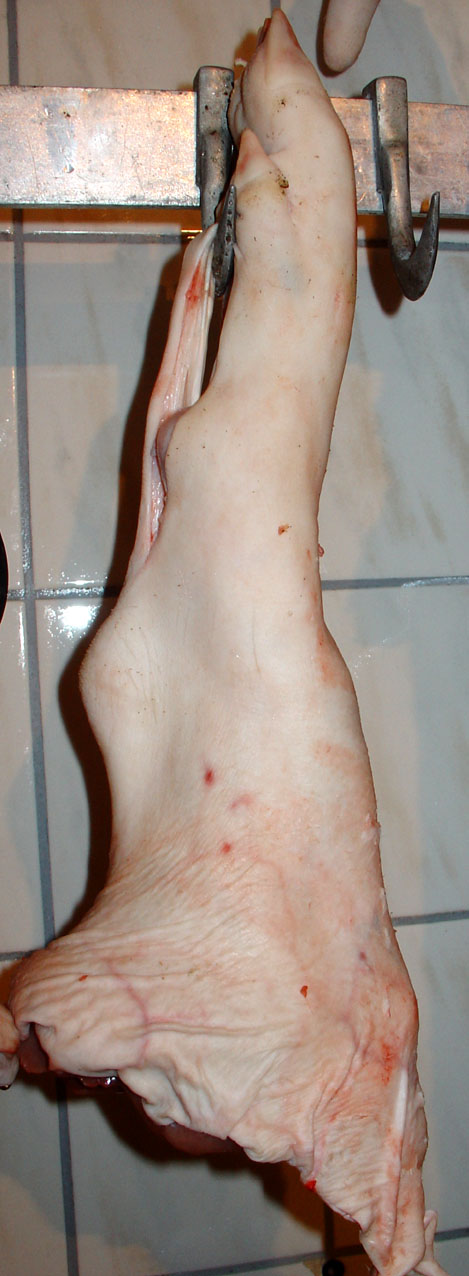
Rohes Eisbein und Spitzbein

Spitzbein (auch Schweinefuß oder Pfoten genannt) heißt der unterste Teil vom Bein des Schweins. Sie enthalten nur wenig Muskelfleisch, sind aber reich an Gelatine und werden deshalb vorwiegend zur Zubereitung von Sülzen verwendet. Sie werden heute nur noch selten roh, gepökelt oder geräuchert angeboten und für Gerichte verwendet – der Großteil der Schweinsfüße wird zur industriellen Herstellung von Gelatine genutzt oder nach Asien exportiert, wo sie nach wie vor geschätzt sind.
In der italienischen Küche, als Besonderheit der Emilia-Romagna, wird das Spitzbein auch entbeint und gefüllt als Zampone geschätzt. Auch in dem norddeutschen Gericht Snuten un Poten wird Spitzbein verwendet.